# یان مرتنس
یان مرتنس (انگلیسی: Jan Mertens; ۲ مارس ۱۹۰۴ – ۲۱ ژوئن ۱۹۶۴) دوچرخه‌سوار اهل بلژیک بود.